# 抚顺市
抚顺市，简称抚，是中华人民共和国辽宁省下辖的地级市，国务院批准的较大的市，位于辽宁省东部。市境南接本溪市，西邻沈阳市，北通铁岭市、吉林省辽源市，东连吉林省通化市。地处长白山脉南段，辽河平原东缘，东北部为吉林哈达岭。浑河发源于市境东部，向西横贯，于中部纳苏子河；太子河发源于市境南部，市人民政府驻顺城区临江路东段21号。抚顺是距离省会沈阳最近的城市，中华人民共和国建国初期，曾被誉为“煤都”。目前抚顺已发展成为一个以煤炭、石油、化工、冶金、机械、电子、轻工、纺织、建材工业为支柱，以大中型企业为骨干，以能源、原材料为主的，门类比较齐全，实力相对雄厚的综合性重工业城市，在中国占有重要地位。
2015年2月5日，由中华人民共和国住建部和辽宁省住建厅专家、学者组成的部省联合审查工作组对《抚顺市城市总体规划（2013－2020年）纲要》进行审查，时任抚顺市市长栾庆伟在审查会议上发表的致辞中将抚顺的城市性质定义为以石化、装备为主导的国家产业基地，以山水生态、工业遗产为特色的文化旅游名城。

## 名称
抚顺市的名称寓意为“抚绥边疆，顺导夷民”。清代及满洲国时期亦称抚西（满语：fusi hecen）。1960年代文化大革命初期，曾非正式更名为雷锋市。抚顺市的别称有煤都、满乡、雷锋城、启运之地等。

## 历史

### 史前
抚顺历史悠久，源远流长。远在7000多年前的新石器中期，抚顺地区就有先民居住、劳动、生息和繁衍，并发现煤炭和琥珀。据有关书籍记载，先民们居住的现今抚顺东洲区西露天地区，就是抚顺古代第一个村落。

### 商周至元代
到了商、周和春秋时期，先民们的子孙越来越多，有的来到原抚顺市拖拉机配件厂一带安家，有的迁移到现今现今大伙房水库区莲花岛落户，并能生产出商代炊器陶鬲，它证明抚顺的文化与中原黄河流域的汉族文化有着十分密切的关系。
战国时期，中国从奴隶社会进入封建社会，各诸侯国相互兼并，形成了秦、齐、楚、燕、赵、魏、韩七国争雄的局面。燕国据有河北、辽宁一带。抚顺地区属于燕国的辽东郡，郡的治所在襄平（今辽阳）。
秦始皇于公元前221年统一六国后，划全国为三十六郡。抚顺地区仍属辽东郡。
公元前206年秦朝灭亡，刘邦起而代秦，建立起汉王朝，史称西汉。汉初，因循秦制，在辽东地区仍置辽东郡，今抚顺西部地区属辽东郡堠城县，北部地区属辽东郡高显县。

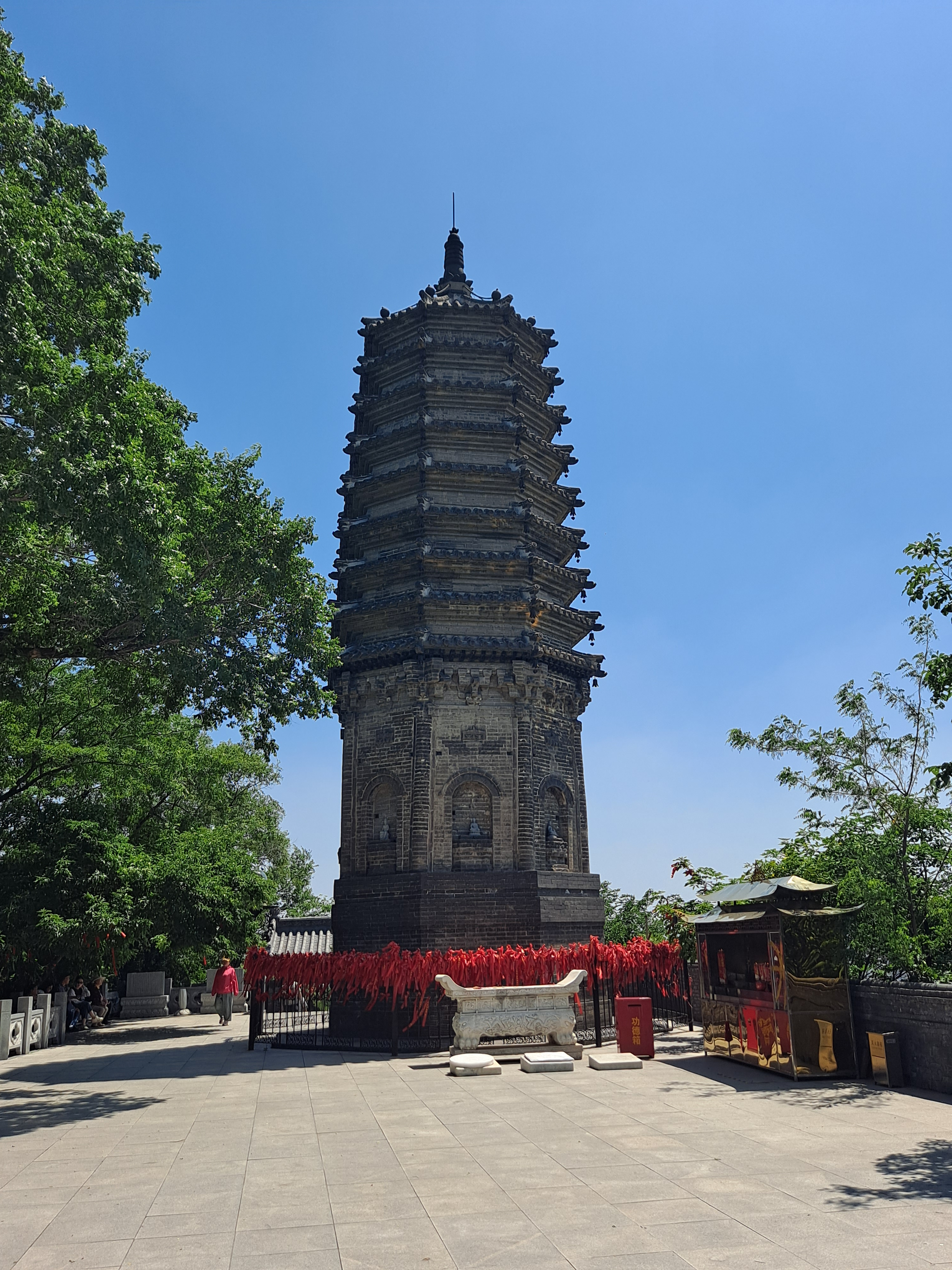
高尔山辽代古塔

公元前108年，汉武帝征服卫氏朝鲜后，便于其地设置乐浪、玄菟
、真番、临屯四郡。玄菟郡郡治最初设于沃沮城（今朝鲜咸镜城附近），后因濊貊族侵扰，致使玄菟郡郡治两次西迁。公元前82年玄菟郡郡治第一次西迁至今新宾满族自治县永陵镇附近，最后在112年迁到今新抚区劳动公园附近。玄菟郡郡治迁至抚顺境内后，堠城县即改属之，抚顺地区也自然改属玄菟郡堠城县。东汉末年以后，地方势力大发展，抚顺地区则属于公孙氏地方割据政权辖区的玄菟郡堠城县。239年公孙氏地方割据政权为曹魏所灭，此后，抚顺地区隶属玄菟郡。
265年，司马昭之子司马炎废魏，自立为帝，建都洛阳，建立晋朝，史称西晋。此时抚顺地区仍属玄菟郡（废除堠城县）。
西晋时期，生活在东北松花江一带的少数民族——扶余族兴起，建立高句丽王国。当时，高句丽招兵买马，势力日趋强大，不断兴兵西进，并向抚顺移民三千人，在高尔山上修建一座城堡，作为高句丽的军城，用以防御中原政权的进攻，史称“新城”。
668年唐朝打败高句丽为统辖抚顺地区，划入安东都护府以治之。此时抚顺地区已成为辽东地区政治、军事、经济中心之一。
698年，在辽东地区又出现了一个少数民族政权——渤海国。其领地不断扩大，今清原、新宾两县为其辖地域的西界，而今抚顺市区与抚顺县中、西部地区仍属唐安东都护府新城州都督府管辖。
10世纪初，一古老民族契丹族兴起于辽河上游潢水流域。916年，契丹族首领耶律阿保机在龙化州以东的金铃冈筑坛即位，国号契丹。938年（一说947年）改国号为“大辽”。926年，契丹灭渤海国，该渤海国为东丹国。东丹国令渤海人和汉人在高尔山南麓修贵德州城，至贵德州统辖抚顺地区。贵德州领贵德、奉德二县。贵德州是以贵端水（今浑河）而得名。
随后，女真族贵族完颜阿骨打势力逐渐强大，于1115年称帝，定国号为“大金”。公元1125年，金大败辽军，灭辽国。金在地方设置5京19路，分镇各地。东京路的治所在今辽阳，抚顺的贵德州属东京路管辖。
1206年，蒙古族首领铁木真被推举为大汗，尊为成吉思汗，建立起蒙古帝国。1271年，元世祖忽必烈定国号为“大元”，建都燕京，改名大都（今北京）。元初废贵德州，置受沈阳路管辖的贵德州巡检司，其治所在抚顺。

### 明初至后金
1368年（明洪武元年），朱元璋在应天府（今南京）称帝，建立明朝。面对辽东形势，派兵遣将，击败纳哈出等元朝残余势力，平定辽东，随后筑起18城。1384年（明洪武十七年），在抚顺修筑抚顺城。据《全辽志》载：“抚顺城，城（指沈阳）东80里，本贵德地。洪武十七年创立，周围二里三百七十六丈，池深一丈，阔二丈，城门一，曰迎恩。”这个抚顺城，被称为“明代抚顺城”，这也是抚顺得名之始，其意是“抚绥边疆，顺导夷民”。1388年（明洪武二十一年），在抚顺建千户所，隶属辽东都指挥使司沈阳中卫管辖。
明正统年间，建州女真族（满族前身）辗转到苏子河流域定居，新宾成为建州女真人的崛起之地。之后努尔哈赤南征北战，统一建州卫，于1616年（明万历四十四年），在赫图阿拉城（今新宾满族自治县永陵镇老城村）称汗，国号“大金”，史称后金。1618年（明万历四十六年），努尔哈赤以“七大恨”告天誓师伐明。明朝抚顺城守将李永芳见对方兵多势众，遂率部拱手投降。努尔哈赤轻取抚顺，休兵3日，虏人数万。为防止明军重至，撤走时一举毁掉了历时235年的抚顺城。
抚顺城丧失，明王朝极为震惊，于1619年（明万历四十七年）派杨镐率军十万余众（号称40万），兵分四路，直逼后金都城赫图阿拉。此时，努尔哈赤率军6万，采取“凭尔几路来，我只一路去”的作战方针，集中兵力，各个击破。经过5天萨尔浒大战，明军以失败而告终。之后，后金军又乘胜连克明军许多城池，赢得了战场上的主动权。
1636年（明崇祯九年），努尔哈赤之子皇太极称帝，改国号为“大清”。1644年（明崇祯十七年），李自成率农民军攻陷北京，明朝灭亡。随后清军入关击败李自成，同年10月，清定都北京，清廷在抚顺置城守卫。

### 清代
1657年（清顺治十四年），清廷置承德县，为奉天府之首县，管辖今沈阳、抚顺地区，其县治在今沈阳市区。1778年（清乾隆四十三年），清廷为纪念太祖光国伟业，决定拨资重建抚顺城，这就是“清代抚顺城”。此城位于明代抚顺城南500米处，城周围共三里。有东、南、北三个门。这个城的残址直到1950年，为了扩建道路才彻底拆除。
1902年（清光绪二十八年），清廷将承德县东部划出，增设兴仁县。承德、兴仁两县同城而治，同置于沈阳城内。抚顺属兴仁县。
1905年（清光绪三十一年），日俄战争结束后，日本在抚顺取代沙俄，霸占了抚顺煤矿，并极力扩大“南满铁道株式会社”在抚顺的附属地，在抚顺行使行政、司法、征税、警察等特权。
1908年（清光绪三十四年），兴仁县治所由沈阳城内移到抚顺城。同年改兴仁县为抚顺县。这也是抚顺地区以抚顺命名建制的开始。

### 民国至当代
1912年1月，辛亥革命推翻清王朝，结束了中国两千多年的君主专制，孙中山在南京就任临时大总统，正式宣告建立中华民国。当时在沈阳市设奉天省，抚顺归其管辖。1928年后，奉天省改为辽宁省，抚顺县属辽宁省管辖，为乙级县。
由于煤炭资源的大量开采，抚顺的面貌也在改观。1915年，抚顺县治所由浑河北岸的抚顺城迁至浑河南岸的千金寨。千金寨成为中国东北地区的重要市镇，成为抚顺地区的政治、经济和文化中心。1931年9月18日，日本帝国主义发动九一八事变，第二天占领抚顺。1932年满洲国成立后，改辽宁省为奉天省，抚顺县政府为县公署。日本侵略者为扩大开采煤炭，于1935年决定将千金寨的居民、机关、学校、商店等一律搬迁至新抚顺，抚顺县公署由千金寨迁移至今抚顺市第三中学校址。千金寨后被扩张的西露天矿吞没。
1937年，满洲国政府决定置市，以今抚顺市区浑河以南地区为基础建置抚顺市，成立了抚顺市公署，其置所设在今新抚区人民政府所在地。这是抚顺首次出现市的建制。
1945年9月蘇聯對日宣戰，解放撫順，10月，中共接收撫順，但礦務局及煤礦與當地工業皆由蘇軍接收。不久中共中央东北局决定正式成立抚顺市政府。1946年3月，經張莘夫事件，蘇軍同意讓国民政府接收礦務局及煤礦；中共被迫撤離撫順，國軍占領抚顺市，并建立了抚顺市和抚顺县政府，仍由遼寧省管轄。
1948年10月31日中共東北野戰軍再度攻佔抚顺，同年11月，安东省政府决定，成立抚顺市政府和抚顺县政府，均改归安东省领导。
1949年4月，抚顺市被划为直辖市，归东北行政委员会直接领导。9月11日，抚顺市政府改成为抚顺市人民政府。
1953年3月12日，中央人民政府决定，抚顺市为中央直辖市，由东北行政委员会代表中央人民政府进行领导与监督。1954年7月8日，中央将辽东、辽西两省建制撤销，合并为辽宁省。从此，抚顺市由中央直辖市改为辽宁省省辖市，归辽宁省领导。

## 地理

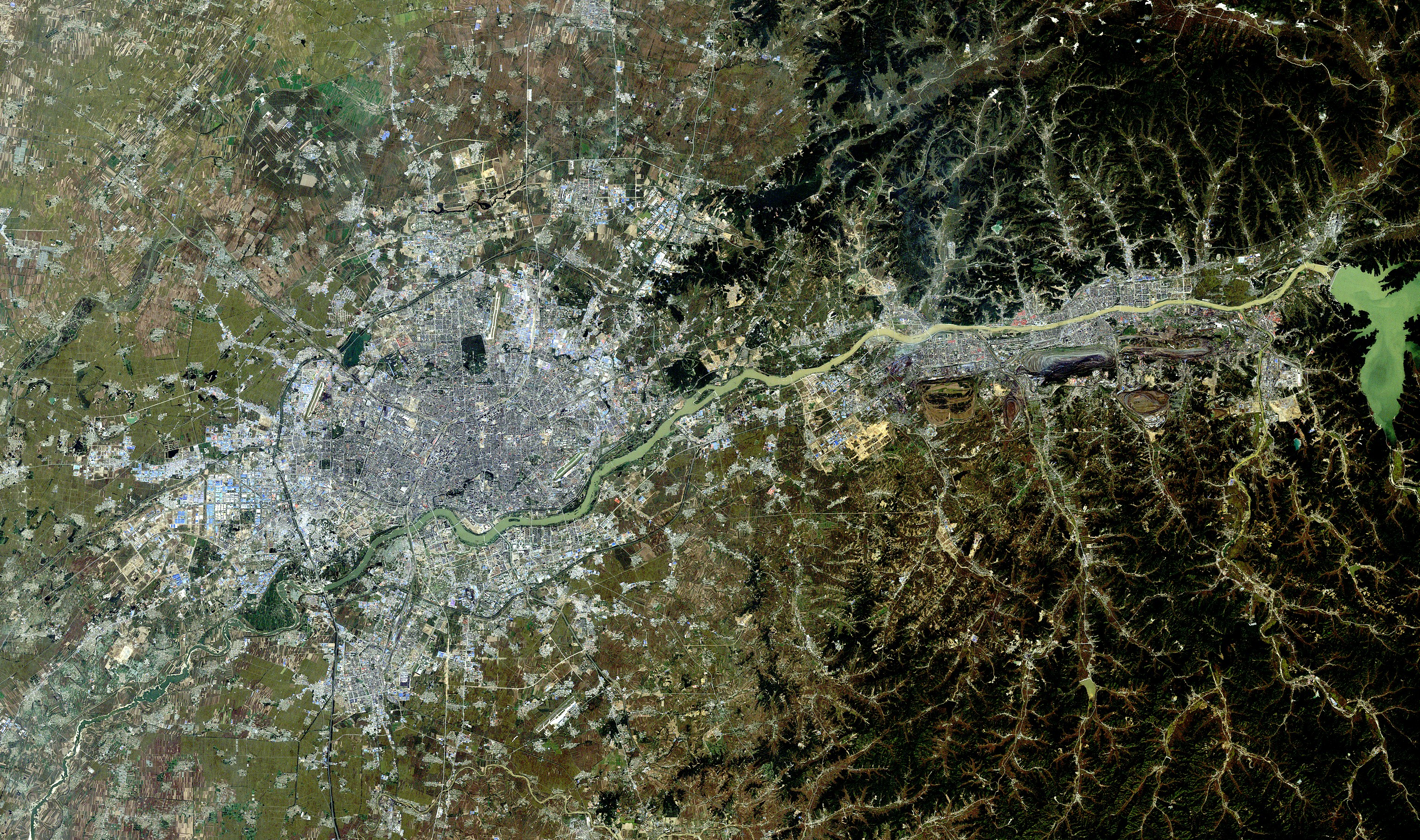
沈阳经济区沈阳市-抚顺市一带空照

### 位置
抚顺市位于辽宁省东部偏北。地处东经123° 39′ 42"－125° 28′ 58"，北纬41° 41′ 10"－42° 38′ 32"之间。东与吉林省辽源市的东丰县，通化市的柳河县、通化县、梅河口市毗邻，南与辽宁省本溪市的本溪满族自治县、桓仁满族自治县毗邻，西与辽宁省省会沈阳市的沈北新区、浑南区、苏家屯区接壤，北邻辽宁省铁岭市的铁岭县、开原县、西丰县。南北宽138公里，东西长151公里。地区总面积为11,272平方公里。

### 地势地貌
抚顺市属于长白山系龙岗山脉。长白山支脉吉林哈达岭由东北进入抚顺后，沿浑河北岸向南逐渐降为丘陵。龙岗山脉由正东进入抚顺后，沿浑河南岸太子河源头及北岸向西南延伸逐渐降为丘陵。地势由素称辽宁屋脊的山峰海拔1347米的钢山，向西逐渐降低。沈抚新城李石镇海拔为66.3米。东经124° 15′以东基本上是海拔500－1000米的中等切割山地，东经124° 15′以西各为200－50米的浅割山地和丘陵。市区西部的浑河两岸是辽河中新断陷带形成的海拔百米以下的少部分平原。自然形成低山和丘陵为主的地貌类型。长期以来，人们一直把抚顺的地势地貌概称为“八山、一水、一分田”。

### 河流

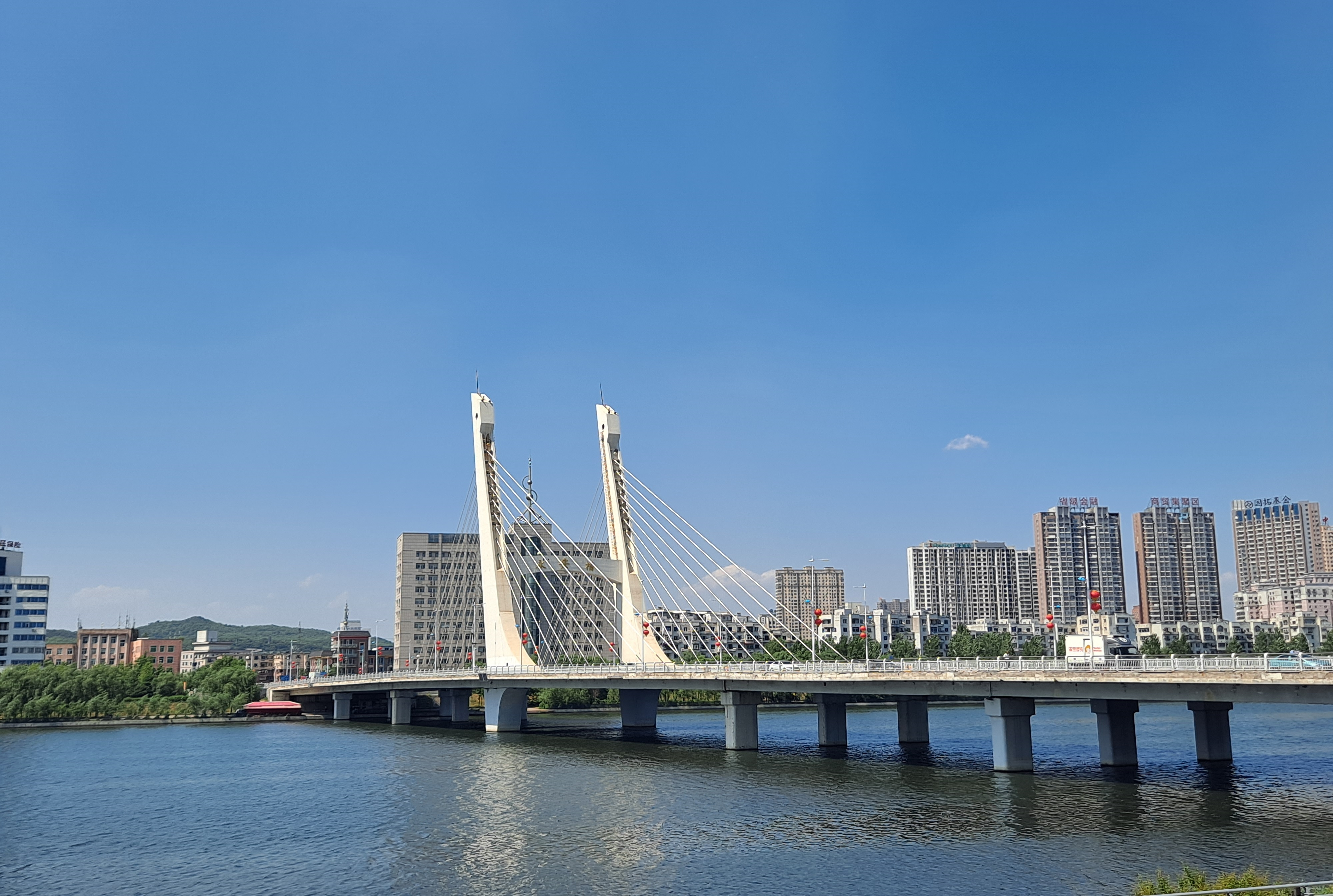
浑河

抚顺全市有浑河、太子河、清河、柴河、富尔江和辉发河（又称柳河）等六大河流，均属上游河段。
浑河发源于抚顺清原满族自治县湾甸子镇滚马岭，流经清原、新宾、抚顺县和市区，经沈阳在三岔河与太子河汇合后，由营口注入渤海。在抚顺境内流域面积7311平方千米，占抚顺全市面积的64.7，是全市最大的一条河流。浑河上游在斗虎屯附近分南北两支，南支红河，北支英额河，两支汇合后始称浑河。苏子河是浑河支流，在新宾满族自治县境内，流域面积2088平方公里，流经新宾、抚顺两县，汇入大伙房水库。浑河干流上建有大伙房水库，坝址位于市区的东部，是以防洪、灌溉、工业和城市生活用水为主，兼发电、水产养殖、旅游等综合性大型水利枢纽工程。
太子河发源于新宾满族自治县平顶山镇红石砬子，抚顺境内流域面积1391平方公里，除少部分面积在抚顺县境内外，绝大部分面积在新宾境内，出境后流入本溪市。
富尔江是浑江支流，属鸭绿江水系，抚顺境内流域面积986平方公里，全部在新宾境内，富尔江上游是辽宁省与吉林省界河。
清河和柴河是辽河支流，属鸭绿江水系，抚顺境内流域面积分别为575和508平方公里，均在清原境内，出境后流入铁岭市开原县。
辉发河是松花江支流，境内流域面积541平方公里，在清原境内。该河分二股，一股流入吉林省海龙水库，另一股流入海龙水库下游汇入柳河。
抚顺全市多年河川径流量为32.32亿立方米，年径流深285.7毫米，年径流系数为0.365，时空分布和降水较一致，地区分布不均匀，南部太子河流域和东部富尔江流域径流深最大，东北部辉发河流域和北部清河流域径流深最小，中部的浑河流域和柴河流域径流深接近全市平均值。总的趋势是由南向北递减。径流量在年内分配极不均匀，冬季雨雪稀少，地面封冻，河川径流靠地下水补给，流量最小，占年径流量的5－6％，是最枯季节；汛期6－9月径流量约占70％，其中7、8月份径流量约占年径流量的50％。径流量在年际之间变化较大，丰枯季节径流量相差悬殊。

### 土壤
抚顺市的土壤可分为六大类型：一是暗棕壤。主要分布在清原、新宾两县海拔在600－800米以上的石质山地上部，占各土类总面积的6.34％。暗棕壤类没有耕地，多数生长着次生杂木林，少数是荒山。二是棕壤。是抚顺市的主要地带性土壤，占各土类总面积的83.37％。分布在低山丘陵和山前缓平高原上，是全市林地、果园、蚕场及旱田作物用地的主要土壤类型。三是草甸土。占各土类总面积的5.25％。主要分布在沿河两岸和山间沟谷平地上。草甸土基本垦为耕地，是全市主要产粮土壤类型。四是白浆土。占各土类总面积的1.1％。呈岛状，零星分布于清原、新宾东部的台地或漫岗上。垦为耕地的白浆土类由于质地粘重，通透性不良，耕性差，速效养分含量低，属低产土壤。五是沼泽土。占各土类总面积的0.28％，主要分布在山间沟谷洼地的地形部位。沼泽土又分为草甸沼泽土和泥炭沼泽土，前者多以条田、台田垦为耕地，是需要改良的低产田；后者除少部分垦为稻田、台田、鱼池，大部分尚未开发利用。六是水稻土。占各土类总面积的3.16％，是在台类土壤基础上经人工长期水耕热化而形成的特殊土壤。主要分布在沿河降低地、河漫滩、丘陵坡脚、山间谷地、缓坡平原上。

### 气候

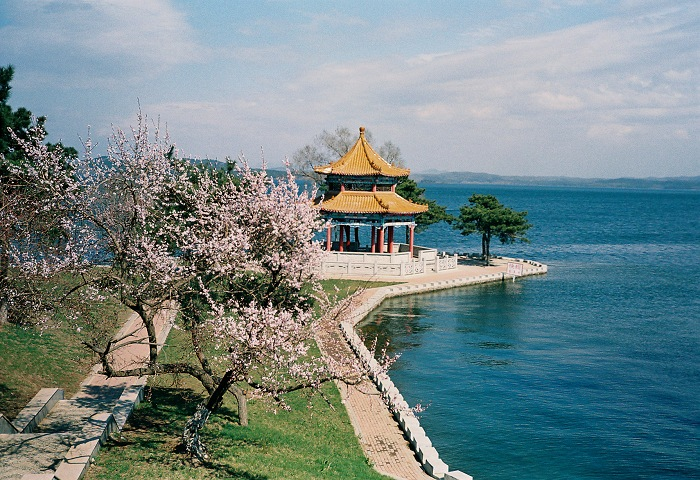
大伙房水库

抚顺市属于温带季风气候。其特征是夏季炎热多雨，冬季寒冷干燥，春秋多风，四季之中有严寒无酷暑。年平均气温4.0℃至7.0℃之间，无霜期125至150天，年降水量700－850毫米，干燥度0.75左右，年日照时数2255－2517小时，太阳辐射年总量每平方厘米119－128千卡，各种作物的实际光能利用率为1％左右。
降水的季节性变化明显，年内分配极不均匀。冬季降水量少，仅占年降水量的4％；夏季多雨，6－9月的降水量占年降水量的70％，其中7、8两月占年降水量的50％，又多集中于一、两次降水过程。降水的年际变化亦较大，丰枯年份交替出现。
抚顺全市各地降水分布不均。南部太子河流域年降水量最大，在800－900毫米之间。东北部的辉发河流域、北部的清河流域和西部的浑河下游年降水量最小，一般是700－750毫米。浑河流域的清原满族自治县树基沟附近，因受地形作用，有一个年降水量大于850毫米的小区，大致趋势是由东向西、由南向北递减，是辽宁省降水量较多的地区之一。
| 抚顺市章党镇气象数据（平均数据自1971年统计至2000年，极端数据自1951年统计至2000年） | 抚顺市章党镇气象数据（平均数据自1971年统计至2000年，极端数据自1951年统计至2000年） | 抚顺市章党镇气象数据（平均数据自1971年统计至2000年，极端数据自1951年统计至2000年） | 抚顺市章党镇气象数据（平均数据自1971年统计至2000年，极端数据自1951年统计至2000年） | 抚顺市章党镇气象数据（平均数据自1971年统计至2000年，极端数据自1951年统计至2000年） | 抚顺市章党镇气象数据（平均数据自1971年统计至2000年，极端数据自1951年统计至2000年） | 抚顺市章党镇气象数据（平均数据自1971年统计至2000年，极端数据自1951年统计至2000年） | 抚顺市章党镇气象数据（平均数据自1971年统计至2000年，极端数据自1951年统计至2000年） | 抚顺市章党镇气象数据（平均数据自1971年统计至2000年，极端数据自1951年统计至2000年） | 抚顺市章党镇气象数据（平均数据自1971年统计至2000年，极端数据自1951年统计至2000年） | 抚顺市章党镇气象数据（平均数据自1971年统计至2000年，极端数据自1951年统计至2000年） | 抚顺市章党镇气象数据（平均数据自1971年统计至2000年，极端数据自1951年统计至2000年） | 抚顺市章党镇气象数据（平均数据自1971年统计至2000年，极端数据自1951年统计至2000年） | 抚顺市章党镇气象数据（平均数据自1971年统计至2000年，极端数据自1951年统计至2000年） |
| 月份                                                                               | 1月                                                                                | 2月                                                                                | 3月                                                                                | 4月                                                                                | 5月                                                                                | 6月                                                                                | 7月                                                                                | 8月                                                                                | 9月                                                                                | 10月                                                                               | 11月                                                                               | 12月                                                                               | 全年                                                                               |
| ---------------------------------------------------------------------------------- | ---------------------------------------------------------------------------------- | ---------------------------------------------------------------------------------- | ---------------------------------------------------------------------------------- | ---------------------------------------------------------------------------------- | ---------------------------------------------------------------------------------- | ---------------------------------------------------------------------------------- | ---------------------------------------------------------------------------------- | ---------------------------------------------------------------------------------- | ---------------------------------------------------------------------------------- | ---------------------------------------------------------------------------------- | ---------------------------------------------------------------------------------- | ---------------------------------------------------------------------------------- | ---------------------------------------------------------------------------------- |
| 历史最高温 °C（°F）                                                                | 8.0 (46.4)                                                                         | 17.0 (62.6)                                                                        | 20.3 (68.5)                                                                        | 29.8 (85.6)                                                                        | 34.2 (93.6)                                                                        | 37.5 (99.5)                                                                        | 37.7 (99.9)                                                                        | 35.7 (96.3)                                                                        | 32.5 (90.5)                                                                        | 30.1 (86.2)                                                                        | 22.0 (71.6)                                                                        | 13.8 (56.8)                                                                        | 37.7 (99.9)                                                                        |
| 平均高温 °C（°F）                                                                  | −5.4 (22.3)                                                                        | −1.3 (29.7)                                                                        | 6.3 (43.3)                                                                         | 16.4 (61.5)                                                                        | 22.8 (73.0)                                                                        | 26.9 (80.4)                                                                        | 28.8 (83.8)                                                                        | 28.0 (82.4)                                                                        | 23.4 (74.1)                                                                        | 15.8 (60.4)                                                                        | 5.5 (41.9)                                                                         | −2.5 (27.5)                                                                        | 13.7 (56.7)                                                                        |
| 日均气温 °C（°F）                                                                  | −13.4 (7.9)                                                                        | −9 (16)                                                                            | −0.2 (31.6)                                                                        | 9.0 (48.2)                                                                         | 15.7 (60.3)                                                                        | 20.7 (69.3)                                                                        | 23.6 (74.5)                                                                        | 22.3 (72.1)                                                                        | 15.7 (60.3)                                                                        | 8.0 (46.4)                                                                         | −1.3 (29.7)                                                                        | −9.7 (14.5)                                                                        | 6.8 (44.2)                                                                         |
| 平均低温 °C（°F）                                                                  | −20.1 (−4.2)                                                                       | −15.6 (3.9)                                                                        | −6.5 (20.3)                                                                        | 1.8 (35.2)                                                                         | 8.5 (47.3)                                                                         | 14.7 (58.5)                                                                        | 19.0 (66.2)                                                                        | 17.5 (63.5)                                                                        | 9.5 (49.1)                                                                         | 1.5 (34.7)                                                                         | −6.9 (19.6)                                                                        | −15.7 (3.7)                                                                        | 0.6 (33.2)                                                                         |
| 历史最低温 °C（°F）                                                                | −35.9 (−32.6)                                                                      | −33.1 (−27.6)                                                                      | −25.6 (−14.1)                                                                      | −20.6 (−5.1)                                                                       | −2.8 (27.0)                                                                        | 4.5 (40.1)                                                                         | 10.8 (51.4)                                                                        | 3.8 (38.8)                                                                         | −2.3 (27.9)                                                                        | −12.6 (9.3)                                                                        | −23.9 (−11.0)                                                                      | −33.7 (−28.7)                                                                      | −35.9 (−32.6)                                                                      |
| 平均降水量 mm（）                                                                  | 7.0 (0.28)                                                                         | 7.6 (0.30)                                                                         | 19.8 (0.78)                                                                        | 41.9 (1.65)                                                                        | 57.5 (2.26)                                                                        | 118.7 (4.67)                                                                       | 212.2 (8.35)                                                                       | 176.0 (6.93)                                                                       | 68.9 (2.71)                                                                        | 46.1 (1.81)                                                                        | 22.2 (0.87)                                                                        | 11.6 (0.46)                                                                        | 789.5 (31.07)                                                                      |
| 平均降水天数（≥ 0.1mm）                                                            | 4.4                                                                                | 4.7                                                                                | 6.1                                                                                | 8.6                                                                                | 9.8                                                                                | 14.1                                                                               | 15.4                                                                               | 12.5                                                                               | 8.5                                                                                | 7.6                                                                                | 6.5                                                                                | 4.8                                                                                | 103                                                                                |
| 来源：中国气象局公共气象服务中心                                                   |                                                                                    |                                                                                    |                                                                                    |                                                                                    |                                                                                    |                                                                                    |                                                                                    |                                                                                    |                                                                                    |                                                                                    |                                                                                    |                                                                                    |                                                                                    |

### 矿产

1952年抚顺矿务局

抚顺市矿产资源丰富，曾经是全国著名的“煤都”。铜、锌、油页岩、泥炭、铌钽等矿产保有储量居辽宁省首位，煤、煤层气、金、银、硫化铁等矿产在辽宁省居重要地位。目前，已发现的矿产52种，占全省已发现矿种的47.3%，产地500多处，其中，区内大型矿床3处，中型矿床6处，小型矿床80多处。现已开发的矿种24种，其中优势矿产18种。全市已探明矿产总储量60.04亿吨，保有储量 48.11亿吨，占全省保有储量的17.7%。初步形成了已国有大型企业抚顺矿业集团以煤炭开采为主，抚顺红透山铜矿以铜、锌矿开采为主，新宾满族自治县以煤炭开采为主，清原满族自治县以金矿、铁矿开采为主，抚顺县以铁矿、菱镁矿开采为主的矿业格局。
抚顺矿产资源的特点是：（1）能源矿产储量丰富，区位条件优越，优势突出。油页岩、煤层气储量大，前景可观。（2）铜、锌资源丰富，成矿地质条件优越。基础地质研究和红透山铜矿十几年生产探矿的经验表明，老矿山外围和深部找矿前景广阔；（3）共伴生矿产多，综合利用潜力大；（4）矿产资源规模小，分布面广。但水泥用灰岩、油页岩、煤、菱镁矿等矿产地相对集中，矿床规模大，埋藏浅，适宜矿业开发。

## 政治

### 现任领导
| 机构     | · 中国共产党 · 抚顺市委员会 | 抚顺市人民代表大会 常务委员会 | 抚顺市人民政府     | · 中国人民政治协商会议 · 抚顺市委员会 |
| 职务     | 书记                        | 主任                          | 市长               | 主席                                  |
| -------- | --------------------------- | ----------------------------- | ------------------ | ------------------------------------- |
| 姓名     | 高键                        | 赵乐韬                        | 王庆海             | 于万军                                |
| 民族     | 汉族                        | 汉族                          | 汉族               | 汉族                                  |
| 籍贯     | 山西省稷山县                | 辽宁省丹东市                  |                    |                                       |
| 出生日期 | 1969年10月（55歲）          | 1963年12月（61歲）            | 1972年11月（52歲） | 1968年8月（56歲）                     |
| 就任日期 | 2024年9月                   | 2018年1月                     | 2024年9月          | 2022年1月                             |

### 行政区划
抚顺市现辖4个市辖区、1个县、2个自治县。
- 市辖区：新抚区、东洲区、望花区、顺城区
- 县：抚顺县
- 自治县：新宾满族自治县、清原满族自治县

此外，抚顺市设立沈抚改革创新示范区抚顺片区（又名抚顺经济开发区、沈抚新城）。

#### 民國以前行政区划沿革
- 战国时属燕国辽东郡。秦因之。西汉属辽东郡。
- 东汉安帝永初元年（107年）属玄菟郡。
- 东汉初平元年（190年）后，属公孙渊地方割据政权之平州玄菟郡辖。
- 魏明帝景初三年（239年）属东夷校尉玄菟郡。
- 西晋属平州玄菟郡。
- 自东晋元帝太兴二年（公元319年）至南北朝、隋唐初均属高句丽地方政权的玄菟郡。
- 唐总章元年（公元668年）属安东都护府新城州都督府新宾属木底州。
- 辽代属东京道德州和咸州。
- 金代清原属咸平路咸平县、新宾县属沈州，其它地方仍属贵德州。
- 元代属辽阳行省沈阳路贵德州巡检司。
- 明代，属辽东都指挥使司沈阳中卫抚顺千户所，清原属开元三万卫。
- 明英宗正统三年（1438年）新宾、清原清河以南属建州卫，其余无变。
- 清代属奉天府。
- 光绪二十八年（1902年）抚顺县属奉天府兴仁县。
- 光绪三十四年 （1908年）始置抚顺县。
- 宣统元年 （1909年）新宾县属兴京府。
- 中华民国时期属奉天省东边道。
- 民国十七年（1928年），改兴京县为新宾县，同年建清原县。
- 满洲国时期属奉天省。
- 康德四年（1937年）析抚顺县部分地区建抚顺市。
- 康德十二年（1945年）日本投降后，建立中共领导下的市、县政权。
- 民国三十五年（1946年）中华民国收回抚顺。
- 民国三十七年（1948年）中国人民解放军解放抚顺全境，分建抚顺市、抚顺县、新宾县、清原县政府，三县同属辽东省。

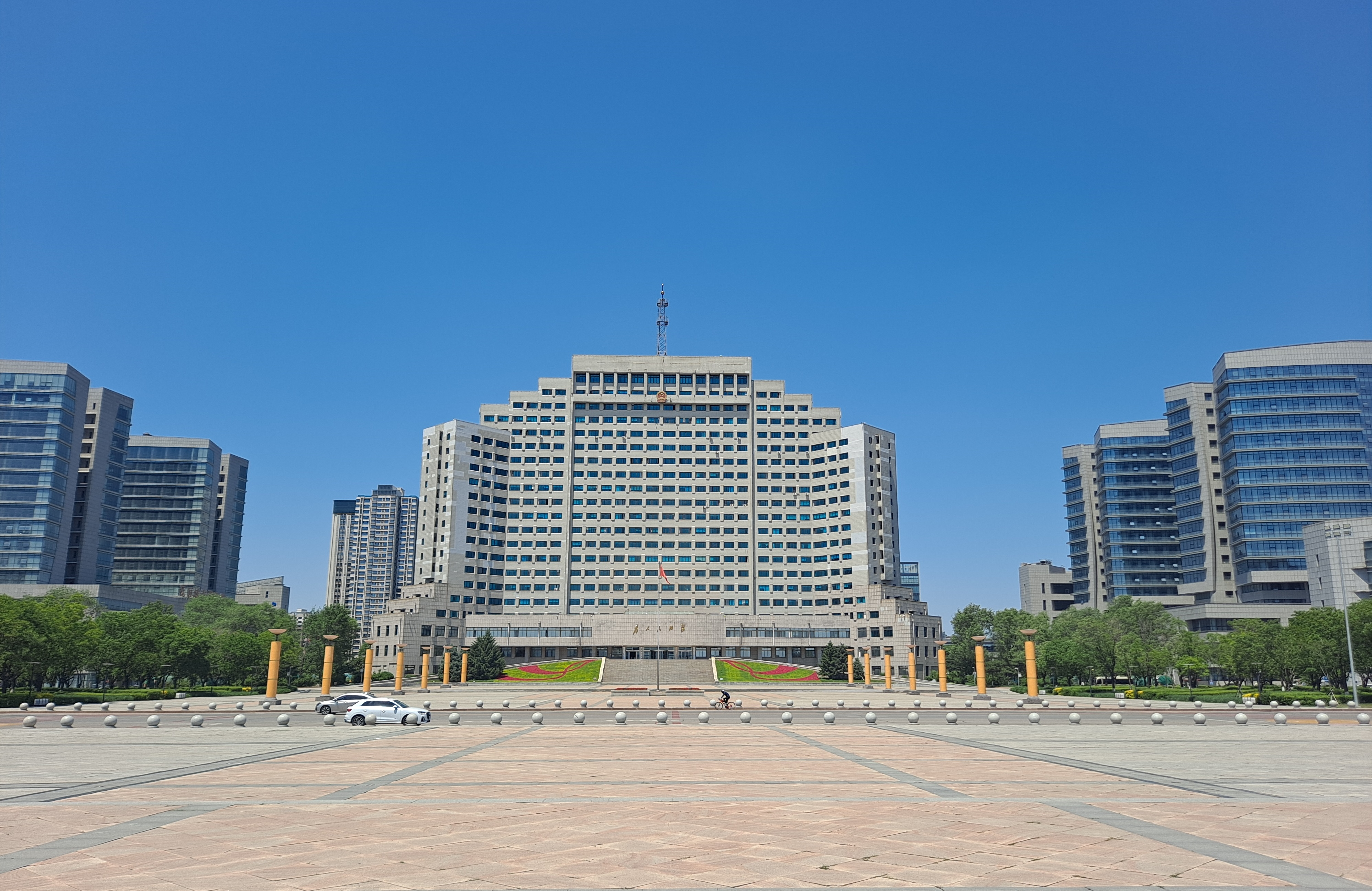
抚顺市政府大楼

#### 中华人民共和国成立后行政区划沿革
- 1949年

抚顺市由东北人民政府直辖（东北人民政府1949年4月21日批准）
撤销抚顺市新抚区，并入中心区（安东省人民政府1949年2月5日批准）
撤销抚顺市万新、大官、杨柏、东安4区，设立东新、胜利、露天3区（安东省人民政府1949年2月5日批准）
抚顺市露天区、东新区更名为南花园区、新安区（抚顺市人民政府1949年8月23日报告备案）
撤销抚顺市中心区、胜利区，由市直辖（抚顺市人民政府1949年8月23日报告备案）
- 1951年设立抚顺市中心区、新抚区

- 1952年

撤销抚顺县，设立抚顺市第一、二、三、四、五、六区（东北人民政府1952年9月12日批准）
辽东省抚顺县划归抚顺市（东北人民政府1952年9月12日批准）
沈阳市郊区的三宝屯等9个行政村划归抚顺市（东北行政委员会1952年2月22日批准）
- 1953年

撤销抚顺市中心区、南花园区，设立露天区、胜利区（政务院1953年6月15日批准）
撤销抚顺市第二、三区，合并设立章党区（东北行政委员会1953年6月12日批准）
撤销抚顺市第五、六区，合并设立抚南区（东北行政委员会1953年6月12日批准）
抚顺市第一、四区更名为抚西区、五龙区（东北行政委员会1953年6月12日批准）
沈阳市郊区的高湾等6个行政村划归抚顺市（政务院1953年5月5日批准）
- 1954年6月19日中央人民政府批准抚顺市降格为地级市，划归辽宁省

- 1955年11月11日设立铁岭专区，辖省直辖的新宾、清原、铁岭、开原、西丰、昌图、康平、法库8县，驻铁岭县

- 1956年

设立沈阳县，以沈阳市郊区的434个行政村和抚顺市郊区的7个行政村为其行政区域（国务院1956年5月25日批准）设立本溪县，以本溪市郊区的173个行政村、2个镇和抚顺市的56个行政村为其行政区域（国务院1956年5月25日批准）撤销抚顺市抚南区、五龙区，并入本溪县（辽宁省人民委员会1956年7月3日批准）撤销抚顺市新安区、章党区，设立东州区，以新安区和章党区部分地区为其行政区域。章党区其它地区并入沈阳县、铁岭县、清原县（辽宁省人民委员会1956年7月3日批准）撤销抚顺市抚顺城区、抚西区，设立新抚区，以抚顺城区和抚西区部分地区为其行政区域。抚西区其它地区并入沈阳县、铁岭县、清原县（辽宁省人民委员会1956年7月3日批准）撤销抚顺市胜利区，并入新抚区（辽宁省人民委员会1956年7月3日批准）
- 1957年

设立抚顺市五龙区、抚南区，以本溪县五龙区、抚南区为各自的行政区域（辽宁省人民委员会1957年12月3日批准）撤销抚顺市东州区，并入露天区（辽宁省人民委员会1957年12月3日批准）设立抚顺市章党区，以心太河、章党2街道和上章党、磨盘、竖碑、上哈达、阿及、上午马6乡及官岭自然村为其行政区域（辽宁省人民委员会1957年12月3日批准）
- 1958年

撤销铁岭专区，新宾、清原2县划归抚顺市（中共中央、国务院1958年12月20日批准，决定从1959年1月1日实施）撤销抚顺市抚南、五龙2区公所，设立区人民委员会（辽宁省人民委员会1958年2月6日批准，同年8月14日抚顺市人民委员会决定撤销五龙区并入抚南区，后又撤销抚南区）
- 1959年5月25日设立抚顺市郊区办事处（县级），以红卫、红旗、东风、和平、上游5公社为其行政区域，撤销抚顺市章党区、河北区，分别并入新抚区、露天区和市区办事处

- 1961年7月9日撤销抚顺市郊区，设立抚顺县

- 1969年10月抚顺县驻地由抚顺市迁至抚南公社石文厂村

- 1978年12月16日设立抚顺市郊区，以抚顺县的李石、塔峪、千金、碾盘、前甸、会元、河北7公社和蔬菜良种场，及市区的26个生产大队为其行政区域

- 1979年抚顺县驻地由抚南公社石文厂村迁至抚顺市

- 1985年1月17日撤销新宾县，设立新宾满族自治县
- 1988年3月16日抚顺市郊区更名为顺城区

- 1989年9月7日撤销清原县，设立清原满族自治县

- 1999年6月16日将抚顺市露天区更名为东洲区。

- 2020年1月，抚顺市政府撤销11个街道，现有25个街道。[25]

## 社會

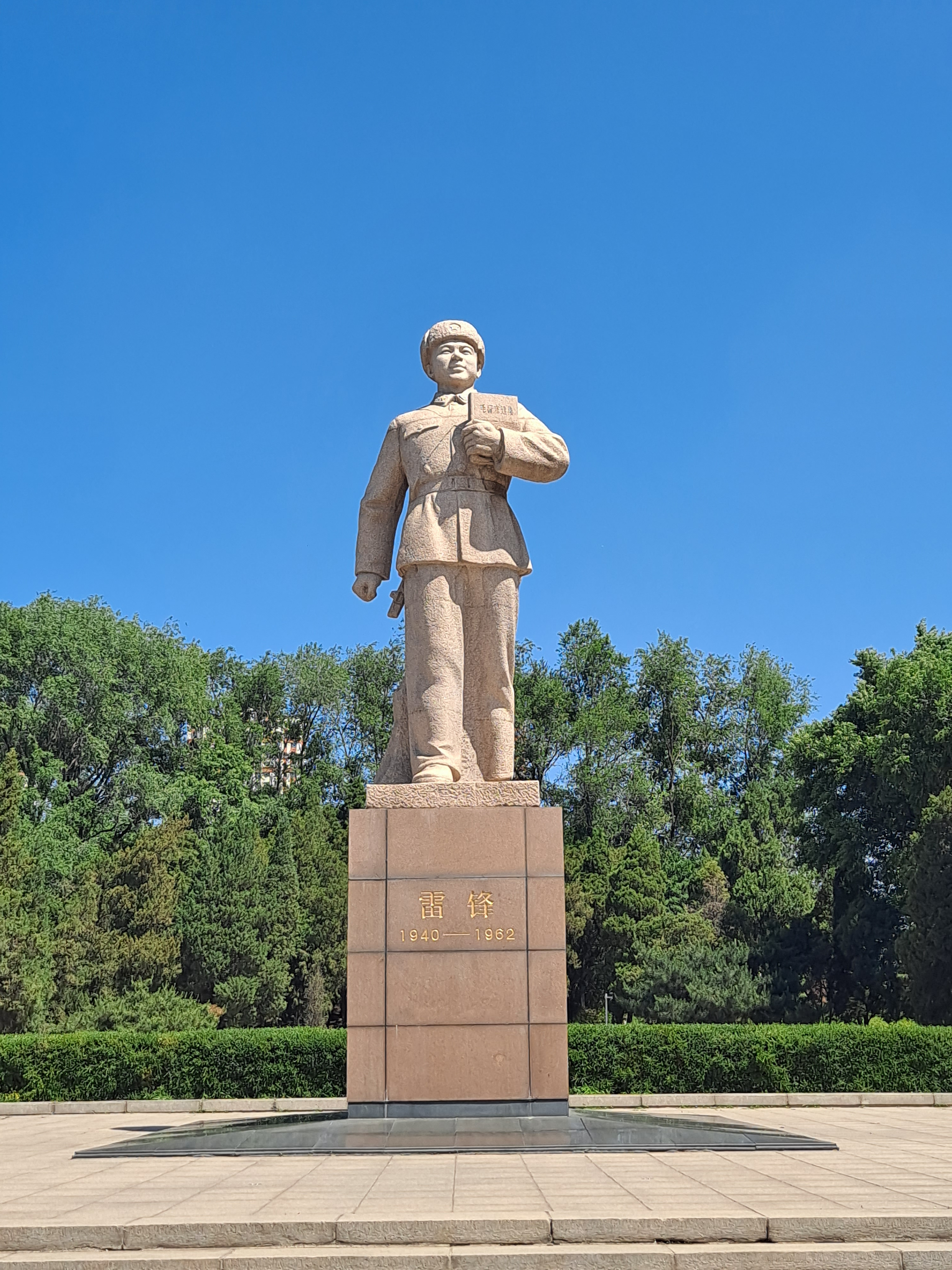
雷锋纪念馆雷锋像

### 人口
根据2010年第六次全国人口普查，全市常住人口为2,138,090人，与2000年第五次全国人口普查相比，下降了5.41%，平均每年下降0.55%。其中，男性为1080753人，占50.55%；女性为1057337人，占49.45%.。总人口性别比（以女性为100）为102.21。0－14岁人口为203159人，占总人口的9.50%；15－59岁人口为1581041人，占总人口的73.95%；60岁及以上人口为353890人，占总人口的16.55%；65岁及以上人口为241225人，占总人口的11.28%。
根据2020年第七次全国人口普查，全市常住人口为1,861,372人。同第六次全国人口普查相比，十年共减少了276,718人，下降12.94%，年平均增长率为-1.38%。其中，男性人口为923,275人，占总人口的49.6%；女性人口为938,097人，占总人口的50.4%。总人口性别比（以女性为100）为98.42。0－14岁的人口为167,959人，占总人口的9.02%；15－59岁的人口为1,130,189人，占总人口的60.72%；60岁及以上的人口为563,224人，占总人口的30.26%，其中65岁及以上的人口为369,985人，占总人口的19.88%。居住在城镇的人口为1,457,326人，占总人口的78.29%；居住在乡村的人口为404,046人，占总人口的21.71%。

### 民族
除汉族之外，抚顺的少数民族主要有满族、朝鲜族、回族，此外还有蒙古族、回族、藏族、维吾尔族、苗族、彝族、壮族、布依族、侗族、瑶族、白族、土家族、黎族、傈僳族、畲族、高山族、纳西族、土族、达斡尔族、锡伯族、俄罗斯族、鄂温克族、鄂伦春族、赫哲族等。
全市（不含沈抚新区）常住人口中，汉族人口为1,240,483人，占71.63%；各少数民族人口为491,381人，占28.37%。
| 民族名称                | 汉族      | 满族    | 朝鲜族 | 回族   | 蒙古族 | 锡伯族 | 苗族 | 侗族 | 维吾尔族 | 土家族 | 其他民族 |
| ----------------------- | --------- | ------- | ------ | ------ | ------ | ------ | ---- | ---- | -------- | ------ | -------- |
| 人口数                  | 1,240,483 | 443,573 | 27,276 | 10,165 | 4,880  | 2,847  | 464  | 285  | 266      | 253    | 1,372    |
| 占总人口比例（%）       | 71.63     | 25.61   | 1.57   | 0.59   | 0.28   | 0.16   | 0.03 | 0.02 | 0.02     | 0.01   | 0.08     |
| 占少数民族人口比例（%） | －        | 90.27   | 5.55   | 2.07   | 0.99   | 0.58   | 0.09 | 0.06 | 0.05     | 0.05   | 0.28     |

## 經濟

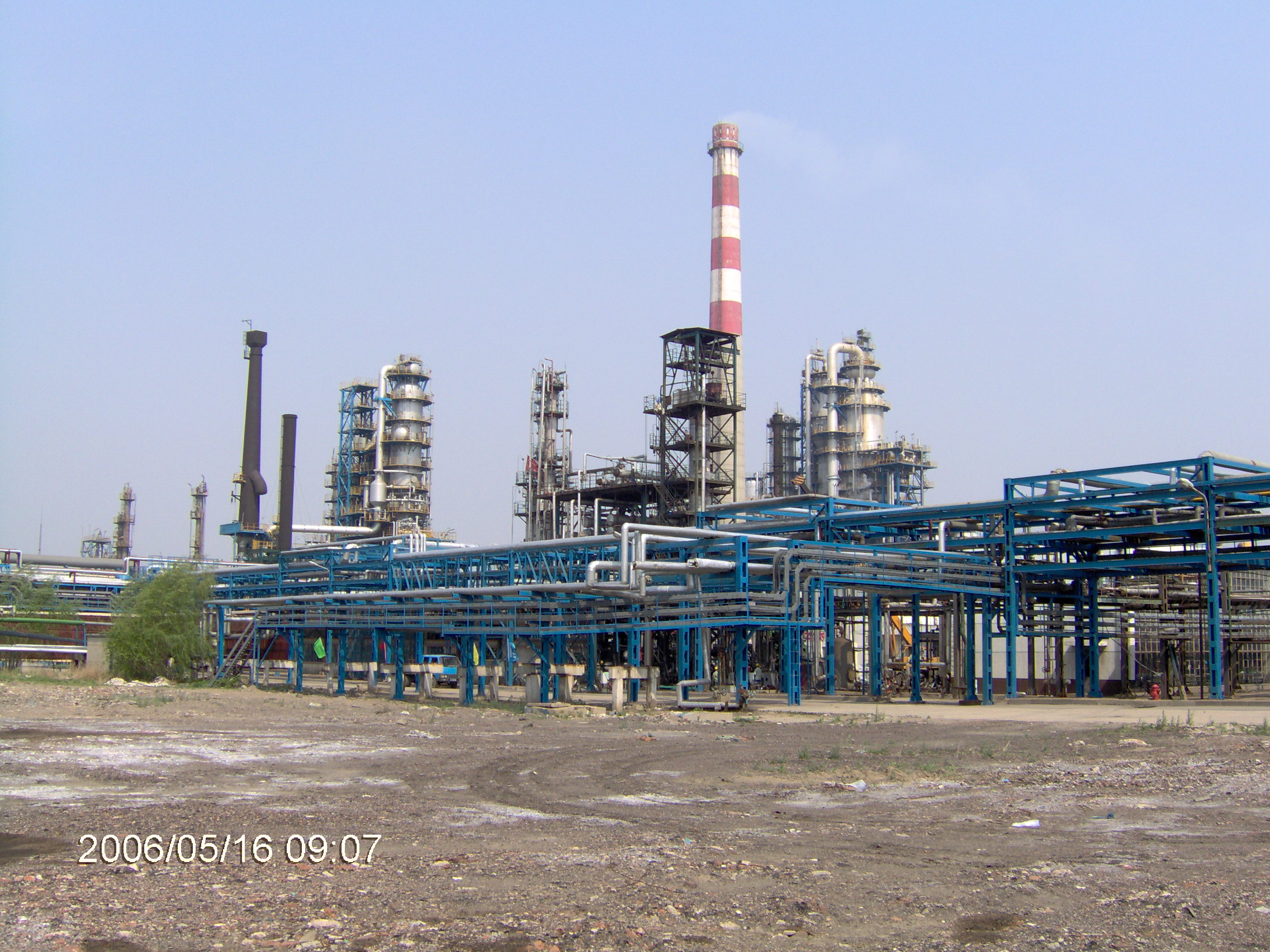
抚顺石油二厂

撫順特殊鋼股份有限公司，抚顺矿业集团有限责任公司均位於抚顺市。

### 财贸
中共十一届三中全会以来，随着经济体制改革的深化，抚顺市财贸各项事业得到较快发展。抚顺市金融业形成一个以中国人民银行为领导行，专业银行为主体，保险公司及各种金融机构并存协作的遍布城乡的金融体系。

## 交通运输

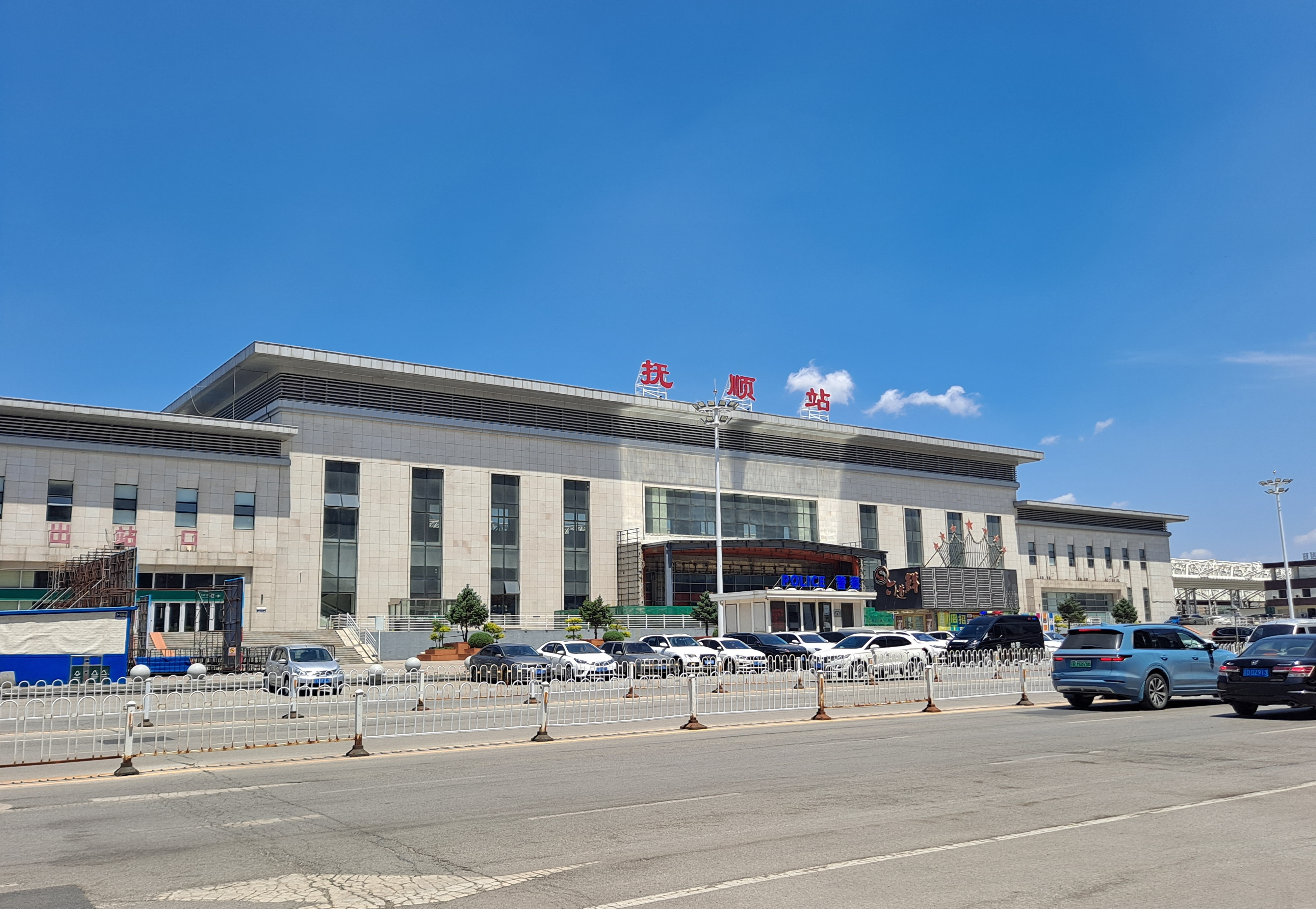
抚顺站

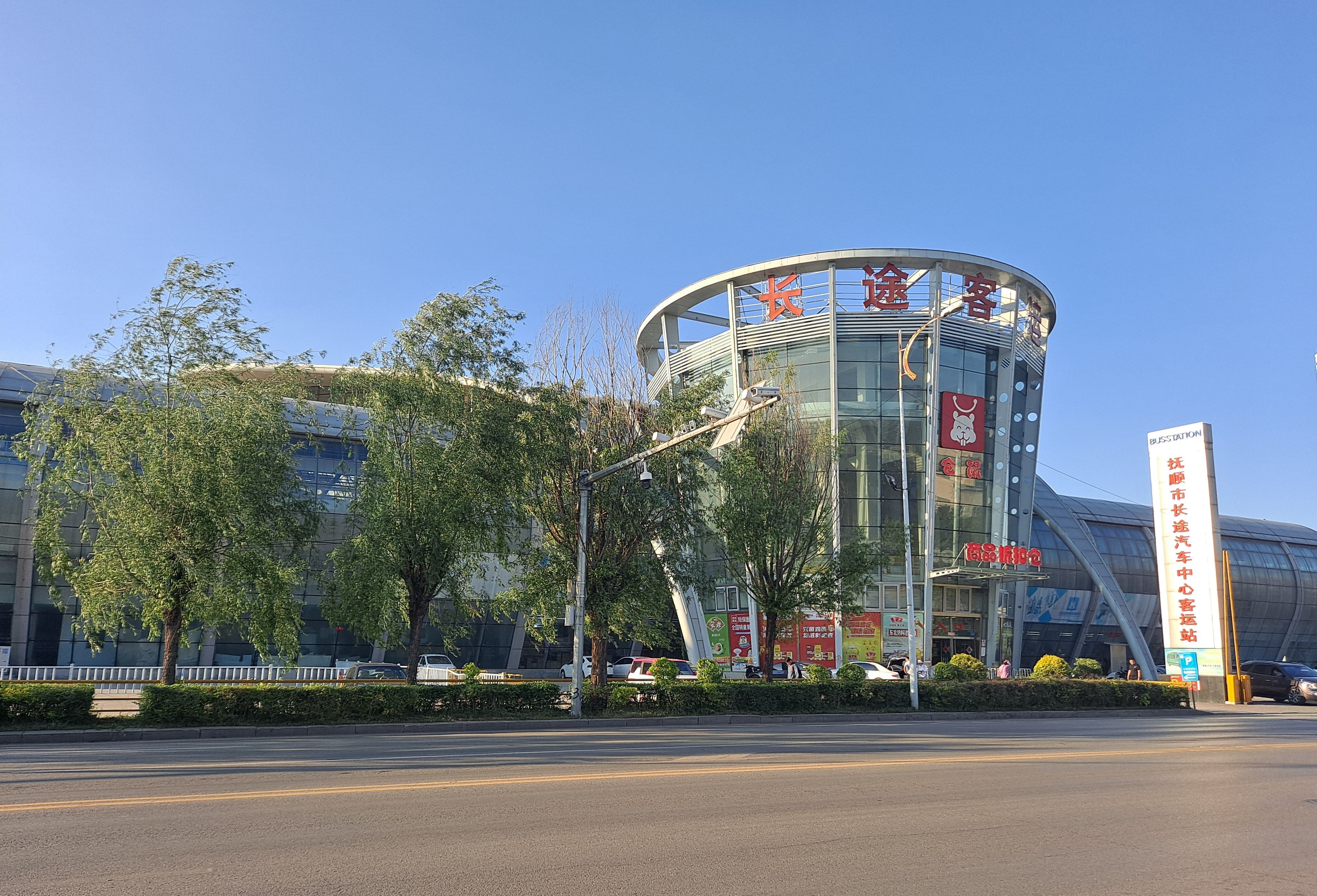
抚顺客运中心

抚顺交通运输有铁路、公路和管道3种。其中，铁路是对外运输的主体。

### 国铁
沈吉线沿浑河北岸东西走向，贯穿抚顺地区全境；苏抚线沿浑河南岸东西走向，经市中心抚顺站后横跨浑河，向西与沈吉线的将军站，向东与沈吉线的抚顺城站接轨。抚顺境内的大官屯站、前甸站、瓢儿屯站是西线上的3个吞吐量较大的编组站。大官屯站位于市区中部，站场占地23公顷，拥有股道24条，总长19.3公里，年综合运输能力1153万吨，是全国有名的货运编组站之一，承担抚顺市货物外运量的75％。大官屯站也是与市区电铁接轨的国铁车站。前甸站位于市区浑河北岸的沈吉线上，现有站线13条，年综合运输能力300万吨。瓢儿屯站位于市区西部苏抚线上，站场占地7.8公顷，现有站线7条，年综合运输能力57万吨。

### 铁路
抚顺是一个内陆城市，地方铁路对全市国民经济的发展至关重要。全市地方铁路发展有较长的历史。建国初期仅有地方铁路214公里，到1992年，地方铁路总长度已达到591公里，同解放初期相比增加近2.8倍。拥有岔道1362组，各种机车230台，各种车辆2676台，年货运量1500万吨，占全市运输总量的88％以上；客运量5600人次，占全市客运总量40％左右。
抚顺市的中央和省属企业几乎都有专用铁路或专用线，地方的大多企事业单位，如燃料、机电、食品、烟酒、面粉、粮食等大小厂家也都有自己的专用线，形成比较完备的运输体系。
抚顺全市的地方铁路大体可分为两大部分：一部分是从国铁的李石寨、滴台至清原为骨架；另一部分是以抚矿运输部为骨架的地方铁路运输网络。全市96条专用铁路和专用线都从这两个骨架线上接轨，布局合理，四通八达。

### 公路

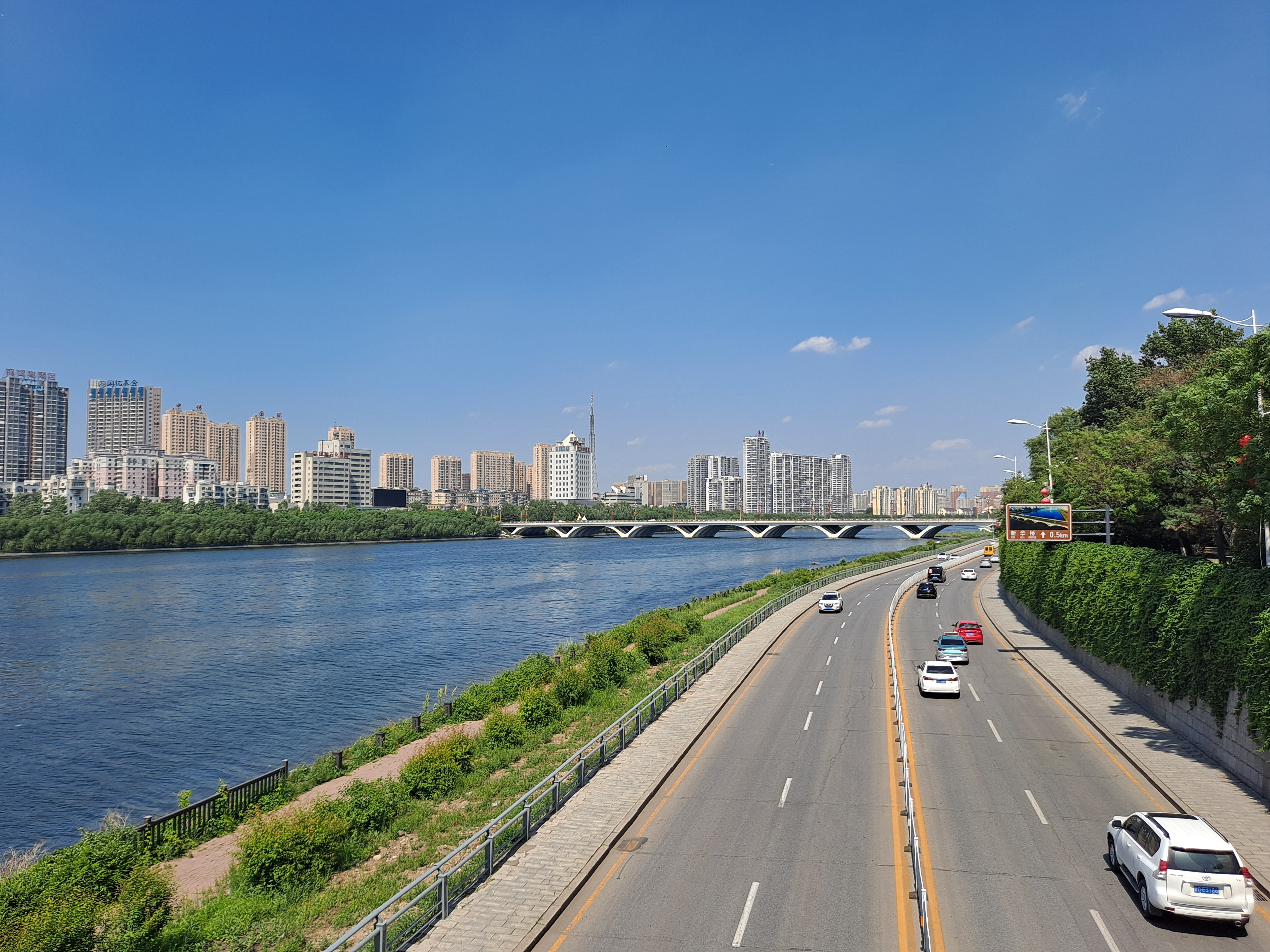
沿滨路

改革开放以来，抚顺公路运输事业得到迅速发展。到1992年底，全市公路总里程达2648公里，晴雨通车里程1803公里，黑色路面411公里，二级以上公路68公里，占总里程2.6％，公路密度为每平方公里24.4公里。全地区1096个村屯，通公路的有942个，占村屯总数的85.9％。全市67个乡镇，通柏油路的有29个，占乡镇总数的43.3％。
- 202国道过境。

与沈大、黑大公路相连接的沈抚公路，加之5条省级公路，连接着抚顺四周的5个市、10个县（区），形成抚顺交通的“骨架”，109条县乡公路和10条专用公路分布在全地区，形成一个内连辽宁、外延东北、纵横交错、四通八达的交通网络。1973年建成的全国第一条一级公路——沈抚公路，从1991年开始逐渐改建成为沈阳过境绕城公路干线。从抚顺市中心南站到沈阳桃仙机场仅47.2公里。1992年建成的国家二级公路施南线（顺城区施家沟至新宾满族自治县南杂木），已成为抚顺东部山区的交通中枢和经济动脉。2018年，辽中环线高速公路贯通，更是方便了居民的出行。

## 全国重点文物保护单位

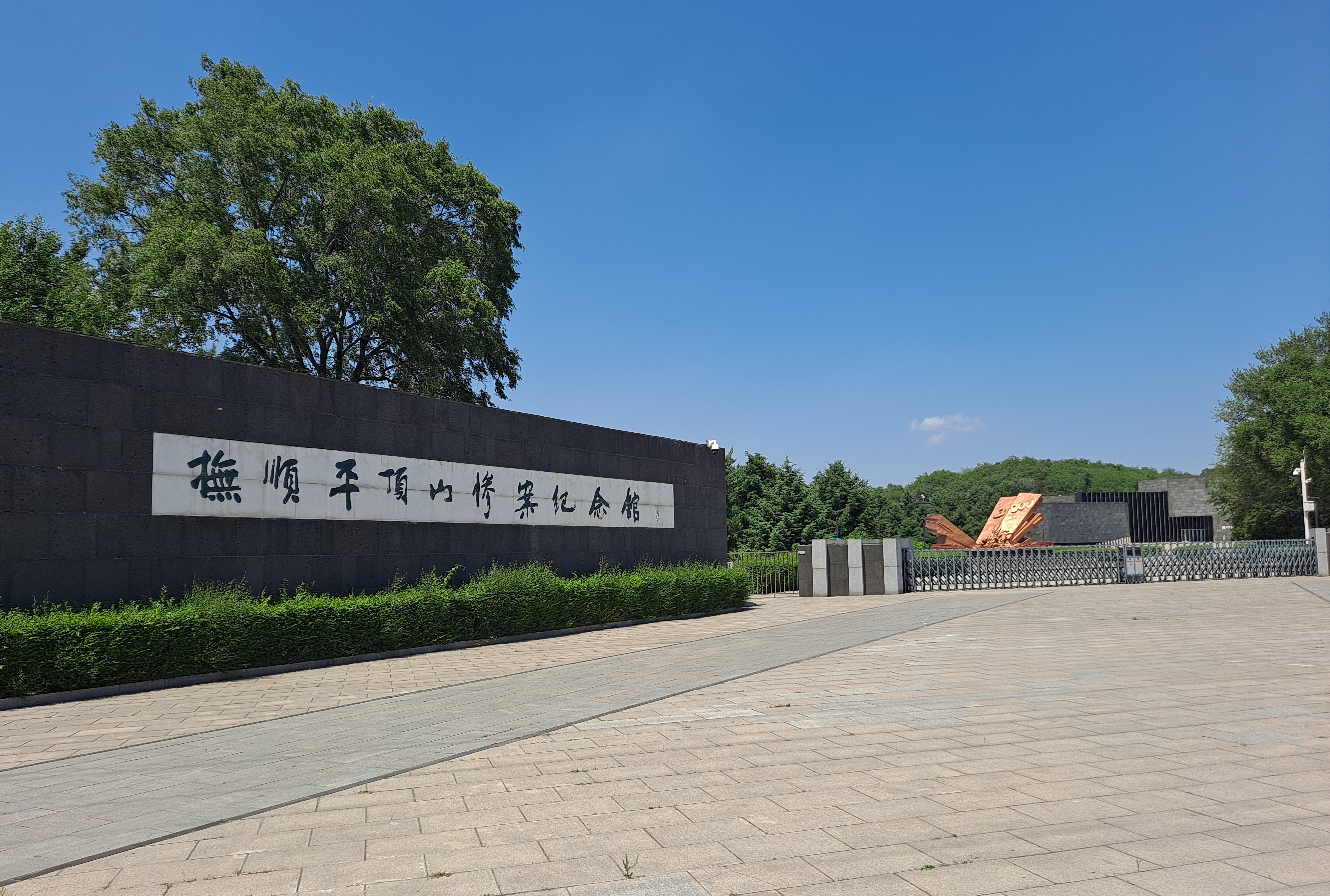
平顶山惨案纪念馆

- 平顶山惨案遗址
- 永陵
- 赫图阿拉故城
- 抚顺战犯管理所旧址
- 永陵南城址
- 施家沟墓地
- 元帅林
- 雷锋墓和雷锋纪念碑

## 旅游

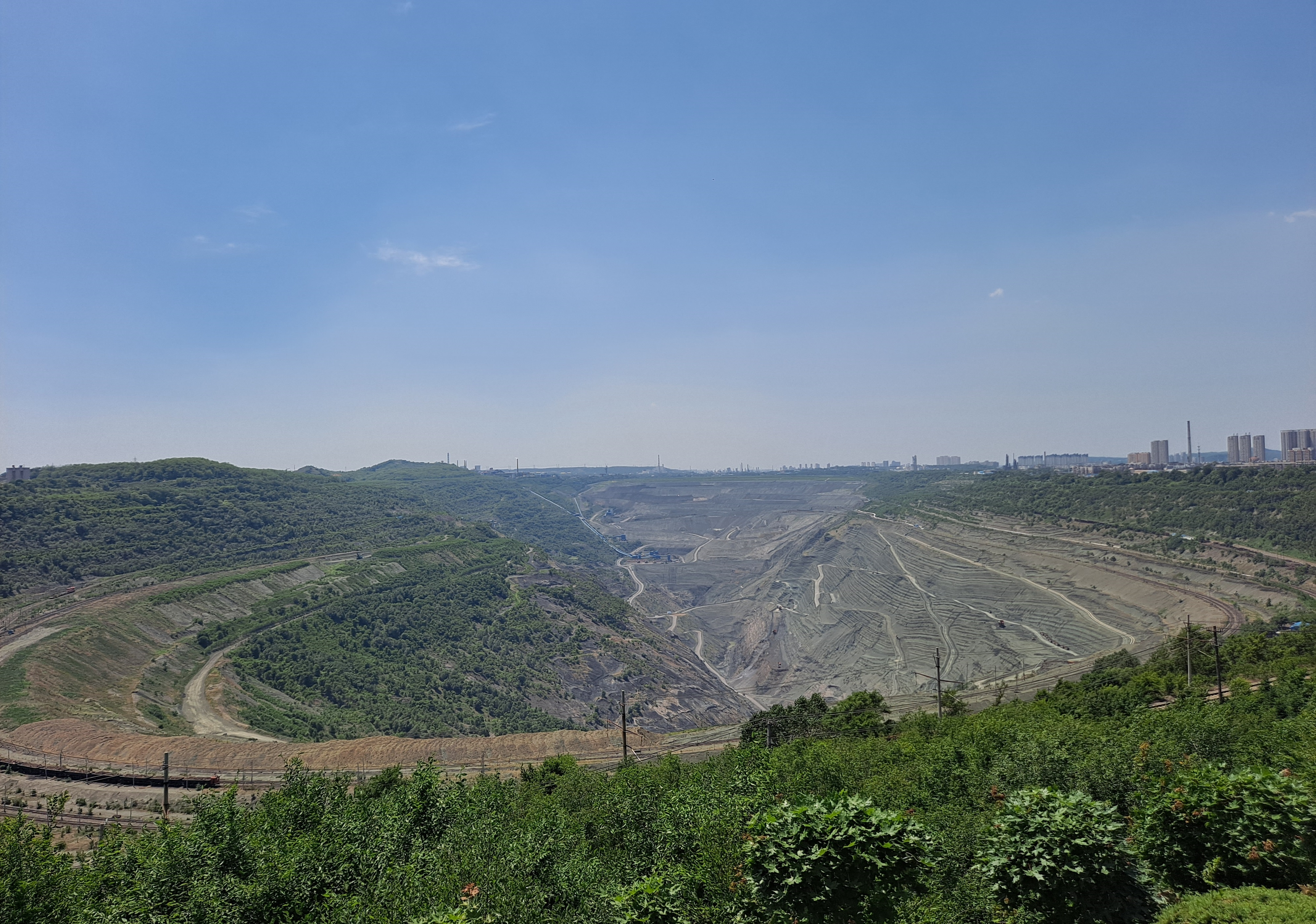
东岗观景台看抚顺西露天矿

抚顺市的著名景观可用“上水库，下大坑，进监狱，学雷锋”概括：
- 纪念馆
平顶山惨案纪念馆
纪念在第二次世界大战中被日军杀害的平民。纪念馆内有当地发现的受害者白骨和惨案幸存者讲述的经过。
- 上水库
萨尔浒风景名胜区（大伙房水库风景区）的概括称呼，主要包括：
  - 大伙房水库，是中华人民共和国初期第一个五年计划内最早修建的大型水利工程之一，库容22亿立方米，传清努尔哈赤与明王朝进行萨尔浒大战时，该地为清军伙房所在地而得名。
  - 元帅林国家森林公园：为张作霖的衣冠冢，1992年改建为国家森林公园。
- 下大坑
抚顺西露天矿位于抚顺煤田西部，浑河南岸，千台山北麓。矿坑东西长6.6公里，南北宽2公里，总面积为13.2平方公里，开采垂直深度388米，是一个具有百年历史的巨型露天煤矿。
  - 千台山，1958年毛泽东视察抚顺曾登临此山，现建有观光台。
- 进监狱
抚顺战犯管理所，以关押改造大日本帝国陆军高级战俘和满洲国政府官员闻名于世，清朝末代皇帝溥仪亦曾在抚顺战犯管理所接受劳动改造和思想教育，从而实现其从皇帝到公民的转变。
- 学雷锋
位于望花区和平路东段的抚顺市雷锋纪念馆内藏有中共中央领导人毛泽东等为雷锋题词手迹和雷锋遗物、照片等文物400多件。另外在顺城区前甸镇雷锋生前所在部队的营区内还建有一所沈阳军区雷锋纪念馆，这个纪念馆收藏了大量雷锋日记的原件、雷锋服役时开过的汽车、以及大量雷锋生前的生活、工作、学习用品。

此外抚顺的旅游景点还有：

### 市区

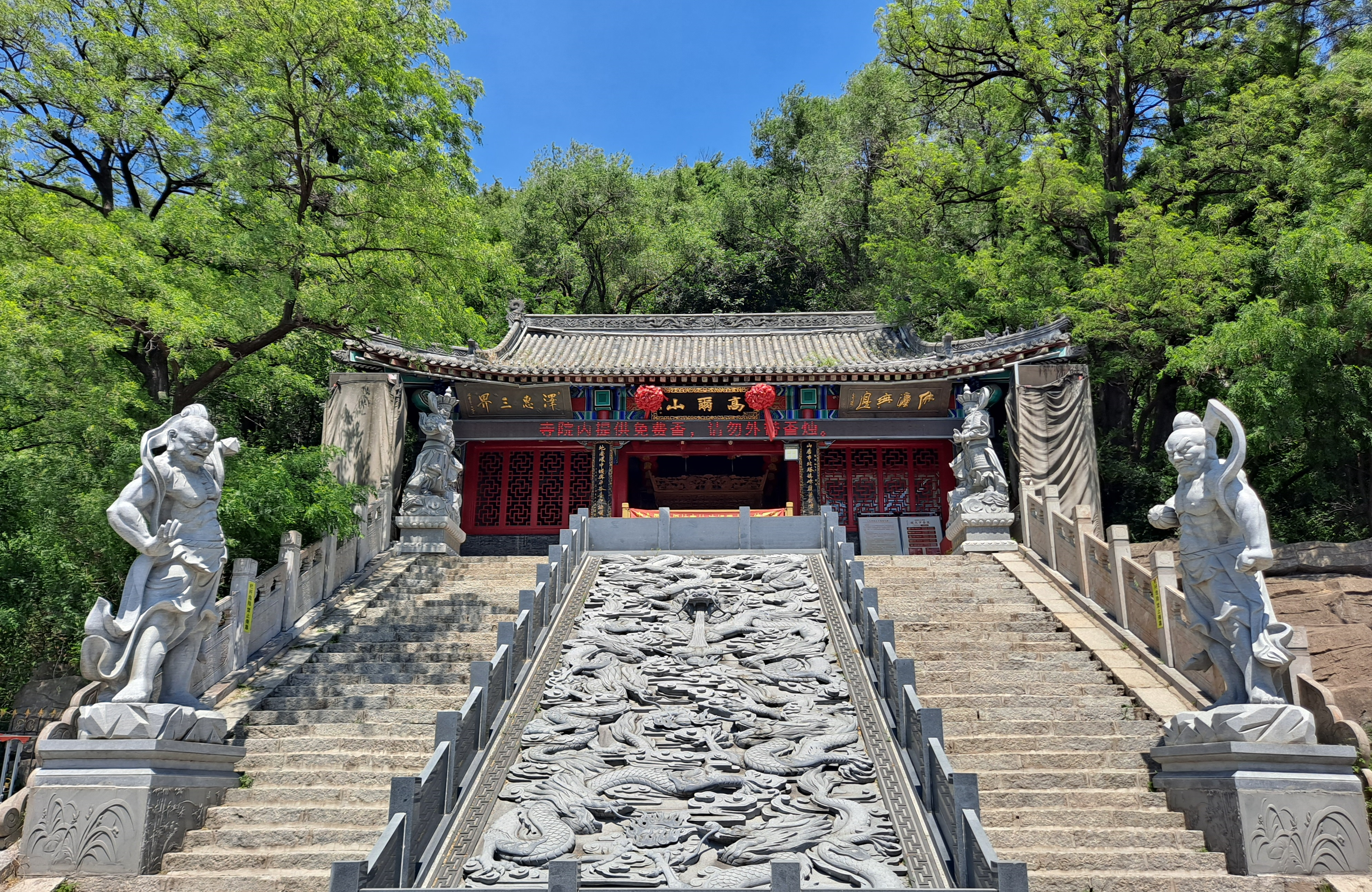
高尔山风景区

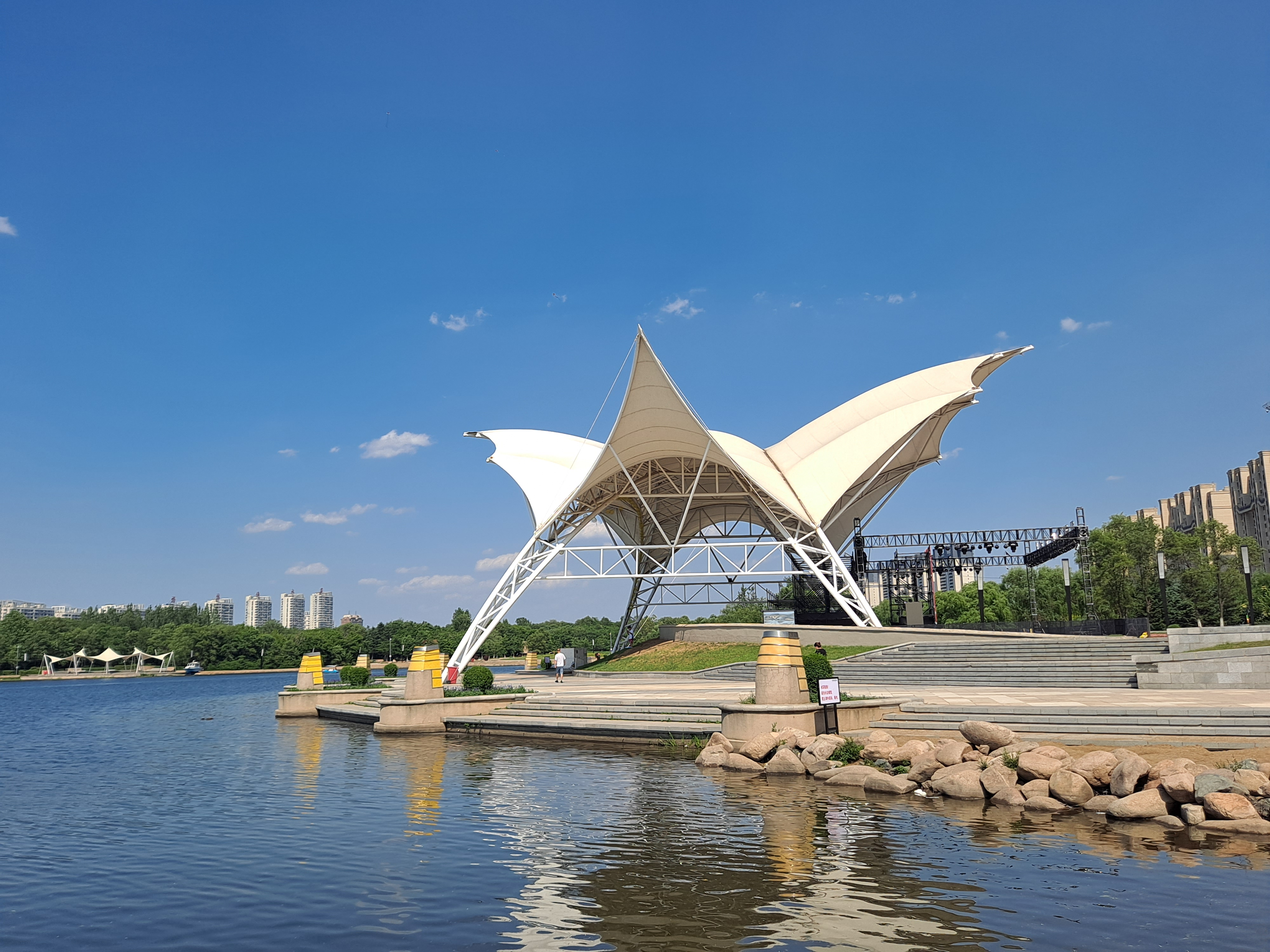
月牙岛生态公园

- 高尔山风景区
- 上寺风景区
- 月牙岛生态公园

### 沈抚新城
- 热高乐园
- 抚顺皇家极地海洋世界

### 抚顺县
- 关山湖国家水利风景区
- 中华寺风景区
- 王杲山风景区
- 三块石国家森林公园

### 清原满族自治县
- 红河谷国家森林公园
- 浑河源森林公园
- 夏湖风景区
- 蛇山自然保护区

### 新宾满族自治县
- 清永陵，大清皇帝爱新觉罗氏族的祖陵，世界文化遗产。
- 赫图阿拉城，清王朝发祥地。
- 费阿拉城，努尔哈赤最初建立的都城。
- 中华满族风情园
- 黑沟山城
- 猴石国家森林公园
- 和睦森林公园
- 钢山森林公园
- 苏子河漂流

## 教育

### 高等教育

#### 普通高等学校
- 辽宁石油化工大学
- 沈阳工学院（原沈阳理工大学应用技术学院和沈阳农业大学科学技术学院联合转设）
- 抚顺职业技术学院
- 抚顺师范高等专科学校

#### 成人高等学校
- 抚顺广播电视大学
- 抚顺石油化工公司职工大学
- 抚顺矿务局职工工学院

### 高级中等教育
抚顺现有如下辽宁省重点高级中学
- 抚顺市第一高级中学
- 抚顺市第二高级中学
- 抚顺市第六高级中学
- 抚顺市第十高级中学
- 抚顺市第十二高级中学
- 抚顺德才高级中学
- 抚顺市四方高级中学
- 抚顺县高级中学
- 清原县高级中学
- 新宾县高级中学

## 友好城市
- 长沙市
- 南通市
- 泉州市（1986年11月）
- 磐城市（1982年4月15日）
- 夕张市（1982年4月19日）
- 格拉德贝克市（1988年8月31日）
- 阿拉德市（1994年7月13日）
- 利巴市（1995年4月28日）
- 福斯特市（1995年11月10日）
- 富川市（2007年6月29日）
- 科科拉市

## 延伸阅读
- 陈慈玉：〈抚顺煤矿的发展，1907-1931 （页面存档备份，存于）〉。
- 抚顺油页岩干馏工艺